# Andrzej Fogiel
Andrzej Antoni Fogiel (ur. 12 marca 1941 w Siedlcach) – polski aktor teatralny, filmowy i telewizyjny, śpiewak.

## Życiorys
W 1967 ukończył studia na Wydziale Aktorskim Państwowej Wyższej Szkoły Filmowej i Teatralnej im. Leona Schillera w Łodzi. 7 listopada tego roku zadebiutował w roli Anatola w Sewastopolskim walcu Konstantego Listowa w reż. Tadeusza Cyglera na deskach Operetki Łódzkiej.
Występował na scenach łódzkich: Operetki (1967–1972), Teatru Muzycznego (1972–1976), Teatru Powszechnego (1978–1988) i ponownie Teatru Muzycznego (1988–1995) oraz Teatru im. Wilama Horzycy w Toruniu (1976–1978). Od 1997 jest ponownie aktorem Teatru Muzycznego w Łodzi.
Podczas swojej bogatej kariery teatralnej zagrał kilkadziesiąt ról, m.in. Baltazara w Wiele hałasu o nic Williama Szekspira w reż. Krystyny Meissner (1978), doktora Lombardiego w Słudze dwóch panów Carlo Goldoniego w reż. Macieja Korwina (1980), Mikołkę w Zbrodni i karze Fiodora Dostojewskiego w reż. Mirosława Szonerta (1981), Kubę w Weselu Stanisława Wyspiańskiego w reż. Macieja Zenona Bordowicza (1982), Kwicołapa w Cudzie mniemanym, czyli Krakowiakach i Góralach Wojciecha Bogusławskiego w reż. Mirosława Szonerta (1983), Cyryla w Iwonie, księżniczce Burgunda Witolda Gombrowicza w reż. Macieja Z. Bordowicza (1983), Kułygina w Trzech siostrach Antona Czechowa w reż. Adama Hanuszkiewicza (1988), Janosa w Baronie cygańskim Johanna Straussa (syna) w reż. Zbigniewa Czeskiego (1992) oraz Sancho Panse w Człowieku z La Manchy Mitcha Leigha w reż. Waldemara Zawodzińskiego (1998) i Kromowa w Wesołej wdówce Franza Lehára w reż. Tomasza Koniny (2005).
Występował również w Teatrze Telewizji, m.in. w spektaklach: Colas Breugnon Romaina Rollanda w reż. Tadeusza Junaka (1981), Domek z kart Marii Koszyc i Emila Zegadłowicza w reż. Marka Okopińskiego (1981), Rodzina Lubawinów Wasilija Szukszyna w reż. Tadeusza Junaka (1982), Czarująca szewcowa Federico Garcíi Lorci w reż. Irmy Czaykowskiej (1983), Samson i Dalila Jana Dobraczyńskiego w reż. Macieja Zenona Bordowicza (1983) oraz w Kontekście Leonardo Sciasci w reż. Krzysztofa Skudzińskiego (1984).

## Filmografia
- Instrumentum mortis z cyklu Dzień ostatni – dzień pierwszy (1965)
- Kierunek Berlin (1968)
- Ostatnie dni (1969)
- Punkt widzenia (1973)
- Najważniejszy dzień życia (1974) – kierowca (odc. 2. Gra)
- Daleko od szosy (serial telewizyjny) (1976) (odc. 7. We dwoje)
- Klara i Angelika (1976)
- Znak orła (serial telewizyjny) (1977) (odc. 5. Wici. 1318)
- Sekret Enigmy (1979)
- Tajemnica Enigmy (serial telewizyjny) (1979) (odc. 4. Ocalić myśl)
- Człowiek z deszczu (1982)
- Orinoko (1982) – Maciek

## Odznaczenia i nagrody
- Brązowy Medal „Zasłużony Kulturze Gloria Artis” (2008)
- Odznaka „Za Zasługi dla Miasta Łodzi” (2008)
- Naroda Ariona przyznawana przez Sekcję Teatrów Muzycznych, Opery, Operetki, Baletu i Musicalu ZASP z okazji Dnia Śpiewaka Artysty (2010)